# Evangelische Stadtkirche Mainbernheim

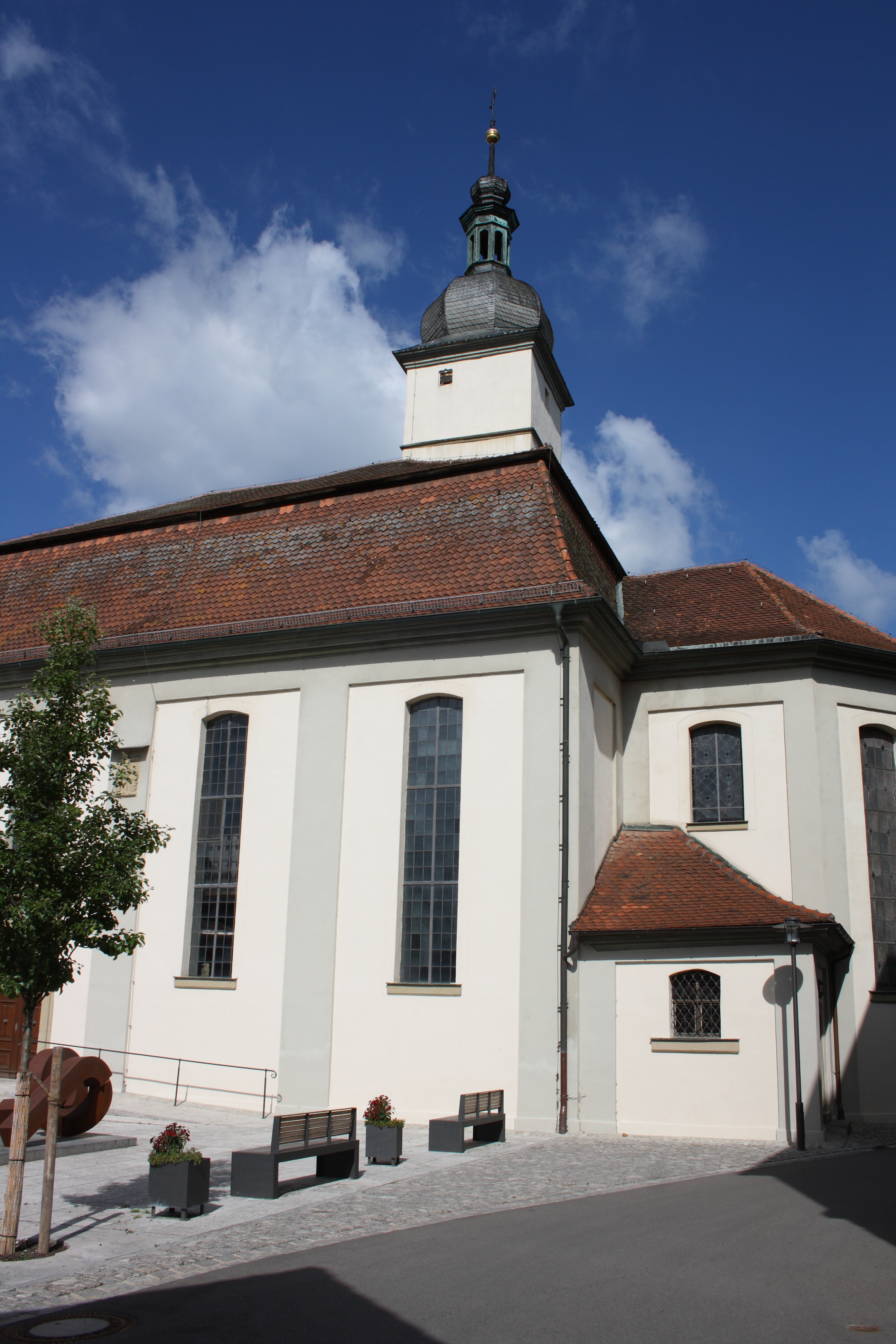
Evangelische Stadtkirche Mainbernheim

Die Evangelische Stadtkirche Mainbernheim ist ein Kirchengebäude in der Altstadt von Mainbernheim.

## Geschichte

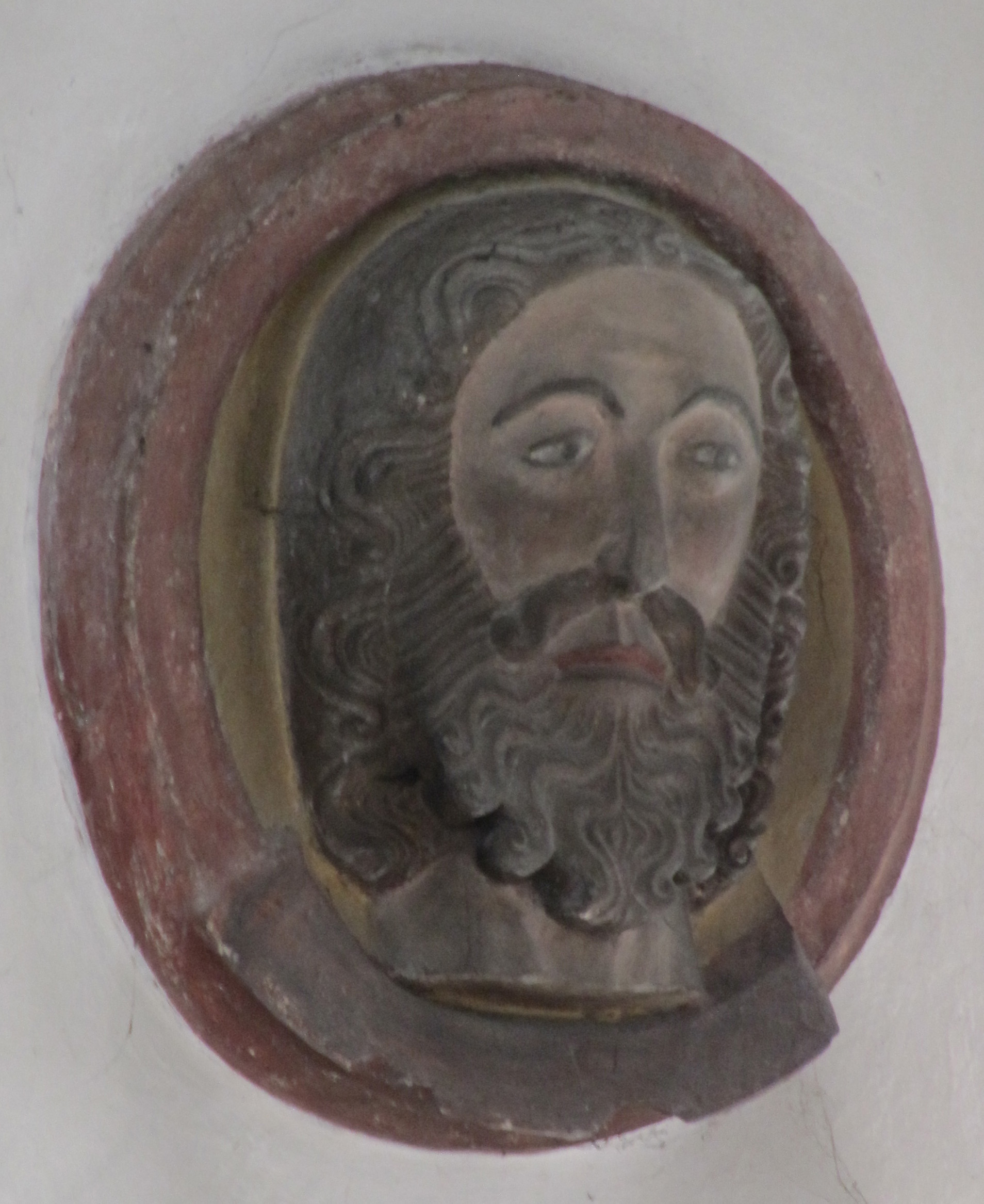
Johannesschüssel oder Evangelist Johannes hinter dem Altar der Kirche

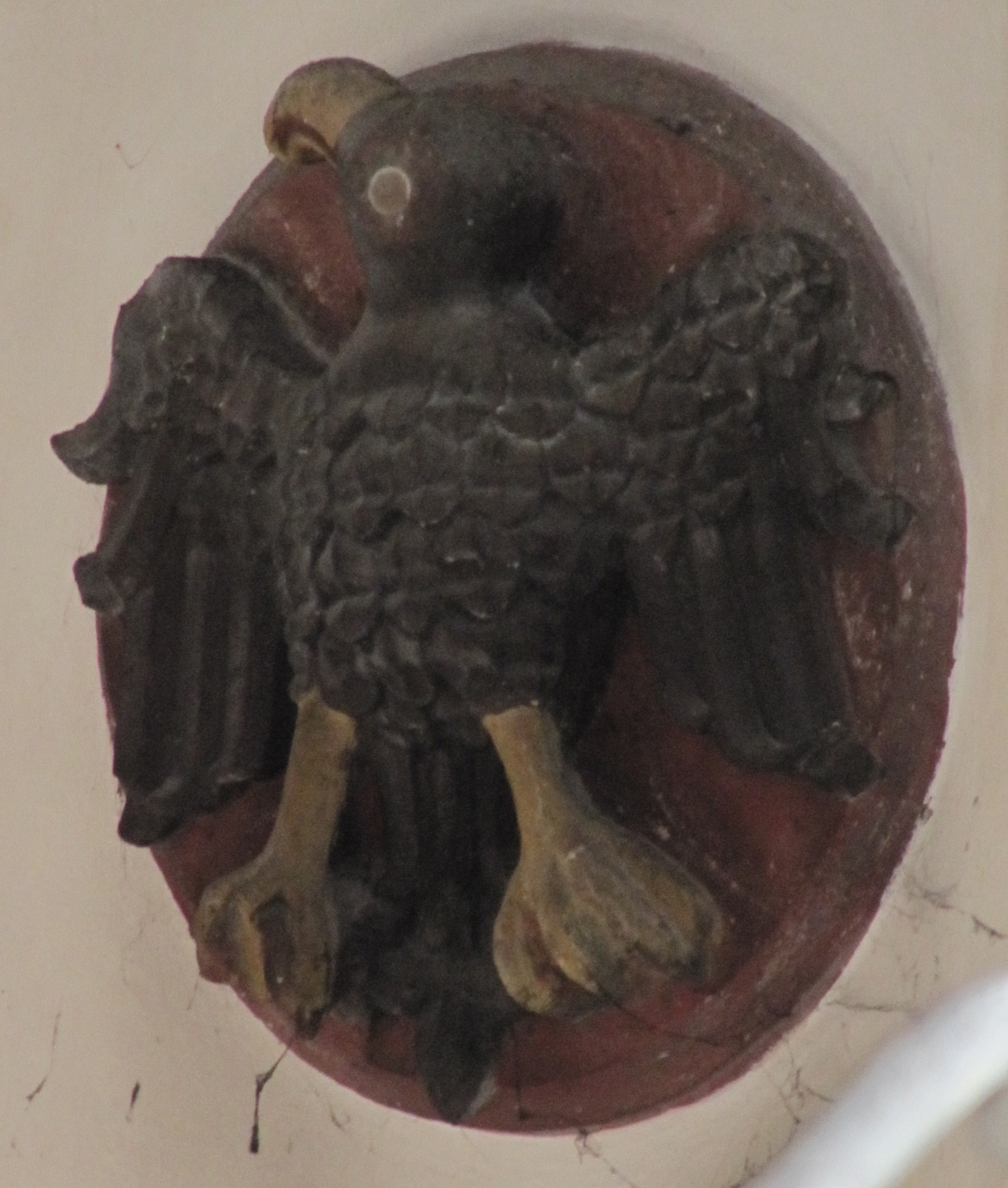
Symbol des Evangelisten Johannes oder Preußischer Adler hinter dem Altar der Kirche

Im Mittelalter stifteten Grundherren häufig auf eigenem Besitz Kirchen, die Eigenkirchen genannt werden. Sie kümmerten sich um die Seelsorge der Untertanen und den Kirchenbau, hatten aber die Nutzung aus Zehnt und Grundbesitz sowie die Fürbitten für das Seelenheil ihrer Familie. „Am Beginn der Casteller Herrschaft stehen die vier Eigenkirchen Castell, Groß- und Kleinlangheim, Mainbernheim und Marktsteft.“ Dieses selbstständige Kirchenwesen ist „1104 in der Urkunde des Grafen Lienhart zu Castell“ in Mainbernheim dokumentiert.
Als der Mainbernheimer Kirchplatz neu gestaltet wurde, entdeckte man bei der Rettungsgrabung Fundamente eines Vorgängerbaus. Es wurden Reste eines gotischen Polygonalchores gefunden, welcher rechtwinklig zur heutigen Kirche gedreht erscheint und genau nach Osten weist. Richtung Westen schließen sich die Fundamente des Langhauses an, quer unter dem jetzigen Gotteshaus. Der heutige Turm liegt mittig dazu im Westen.
Durch die Namensgebung St. Johannis rücken herausragende Zeugen von Jesu Leben und Wirken in den Mittelpunkt der Ausgestaltung:
Das Datum des Kirchweihfestes deutet auf das Patrozinium Johannes des Täufers und damit auf den Ursprung als eine sehr frühe Taufkirche.
Die Kreuzigungsgruppe über dem seitlichen Eingangsportal aus der Vorgängerkirche weist auf den Apostel Johannes, den Lieblingsjünger Jesu, der mit der Mutter Maria unter dem Kreuz steht.
Hinter dem Altar befinden sich  zwei Halbreliefs. Sie könnten zum einen den Evangelisten Johannes zeigen und seine symbolische Darstellung, den Adler. Als vermutlicher Verfasser der Offenbarung erscheint er erneut auf dem alten Altarbild über der Sakristeitüre. Zum anderen könnte es sich bei der Darstellung der Person auch um eine Johannesschüssel handeln. Damit würde das Martyrium Johannes des Täufers dargestellt. Das Adlersymbol wäre auch denkbar als Dokumentation der Herrschaft Preußens in der Stadt.
Von der Grundsteinlegung für das heutige Gotteshaus am 12. September 1732 erzählt eine Urkunde im Pfarrarchiv Mainbernheim ausführlich. Schon ein Jahr später konnte das Gotteshaus geweiht werden.

## Grundstein
Als der Grundstein für die heutige St. Johanniskirche gelegt wurde, gaben die Erbauer in der Urkunde, welche als Kopie im Altarraum aushängt, folgende Begründung für den Neubau:
„Stehet stille! Die ihr dießes gegenwärtig erblicket und in künftigen Zeiten erblicken werdet, und sehet die Wunder Gottes!
Eine mit Finsternus vorher erfüllte Kirche stehet nun in vollem Licht. Vor ungefehr Zwey Hundert Jahren wurde dieselbe von der Finsternus des Pabstuhms befreyet und mit dem Licht der Himmlischen Wahrheit bestrahlet anheute aber ist der 12. September dieses jt. Lauffenden 1732ten Jahres müsste auch das dunckele des Gebäudes sich verlieren als durch gegenwärttigen Stein der Grund zu dieser Licht erbauten Kirche geleget worden. der Vatter des Lichts sey geprießen daß die dermahlige Gemeine in dießer Kirche keinen andern Licht folget als dem Selbständig und wahrhafftigen welches die Menschen zur Seeligkeit erleuchtet. denn Wir erkennen die Erleuchtung des Geistes Gottes kein ander Haubt der Gemeine der Rechtgläubigen als Jesum Christum, keine ander Gottlich und Seeligmachende Regul als das veste und prophetische Wortt Gottes; keine andere Versicherung als das creuz Jesu; keine andere Reinigung als das Blut Jesu; kein ander Verdienst, als der Tod Jesu; kein ander Leben als das leben Jesu.“
Es folgen dann als Zeugen die Namen der wichtigen Persönlichkeiten, die aktuellen Bevölkerungszahlen und der Durchzug der Salzburger Emigranten.

## Architektur
Die neue Kirche wurde im Markgrafenstil errichtet. Dieser war Ausdruck des evangelisch-lutherischen Glaubens, der in der Außenansicht und Innenausgestaltung Gestalt gewann, wie die Erbauer in der Urkunde ausführlich darlegten.

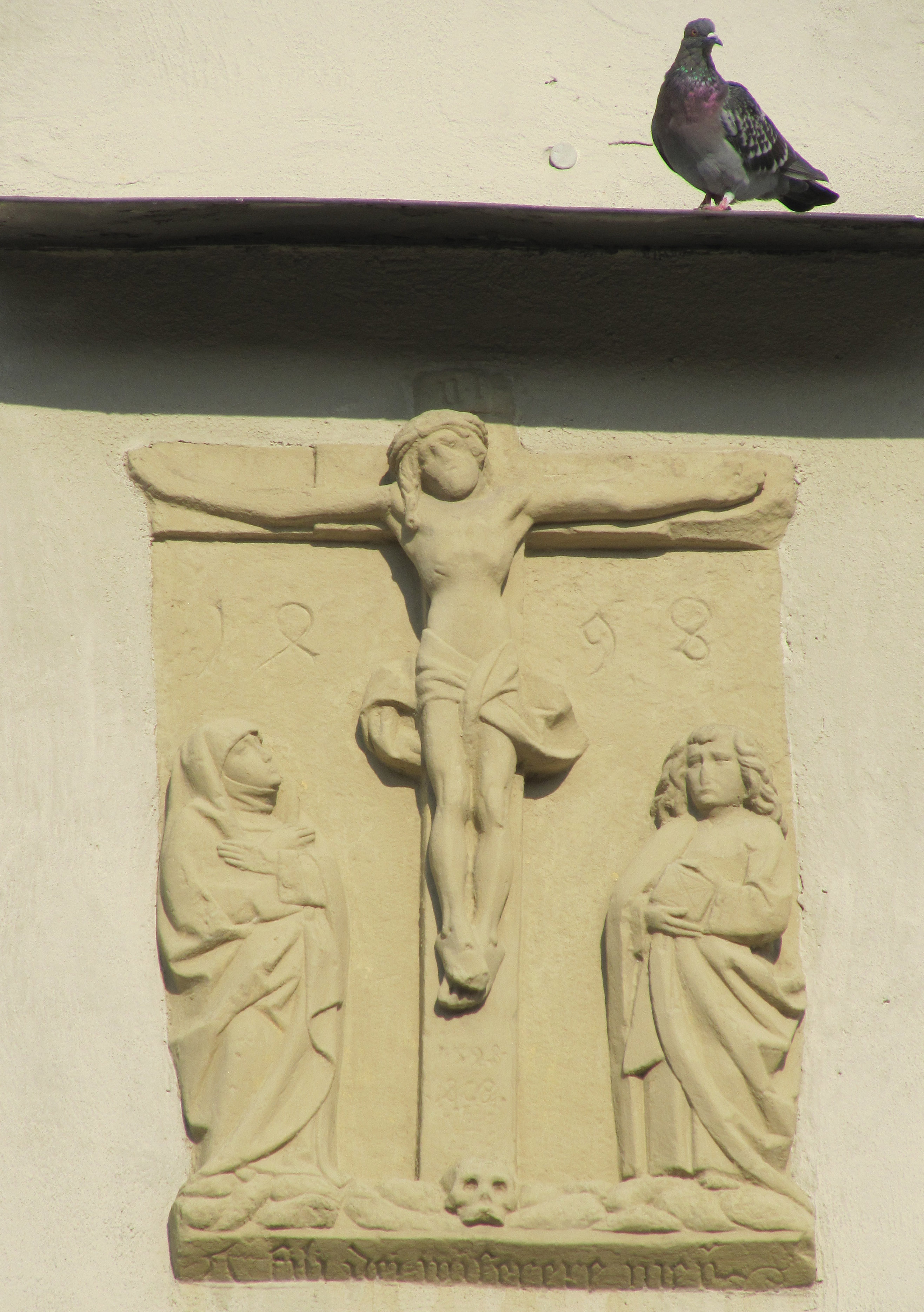
Relief der Kreuzigungsszene aus dem Vorgängerbau
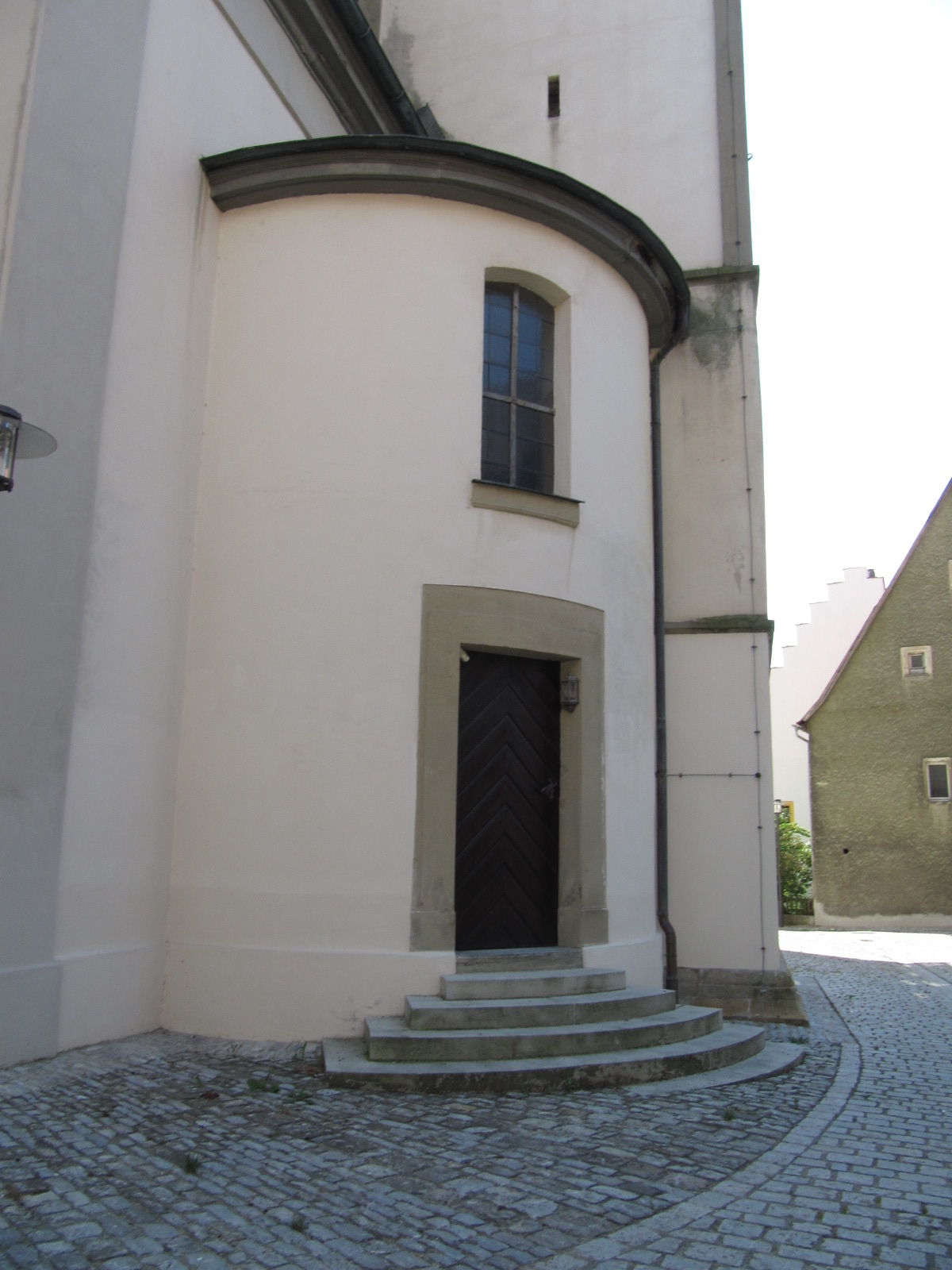
Zugang zum Herrensitz über einen Treppenturm
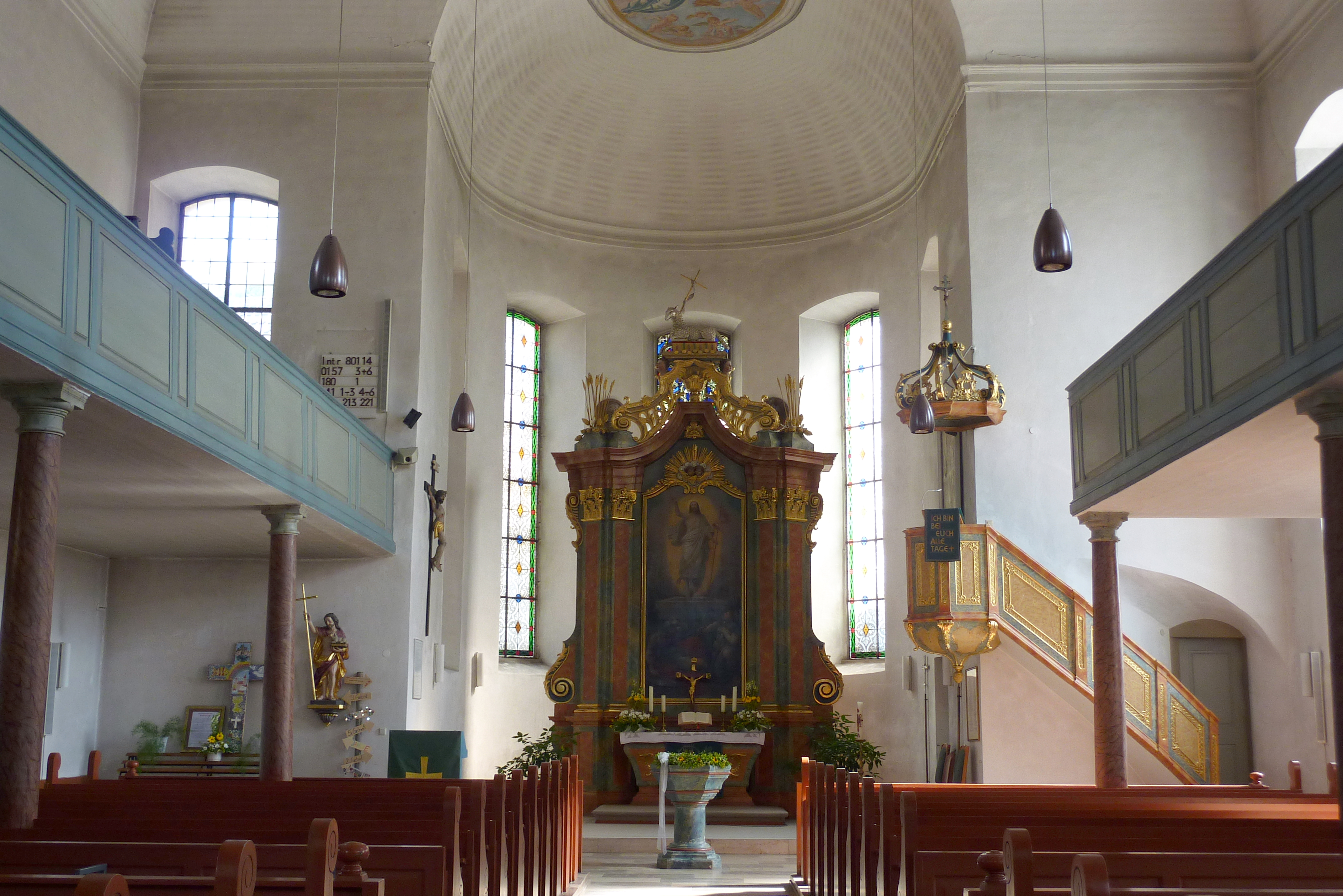
Blick zum Altarraum
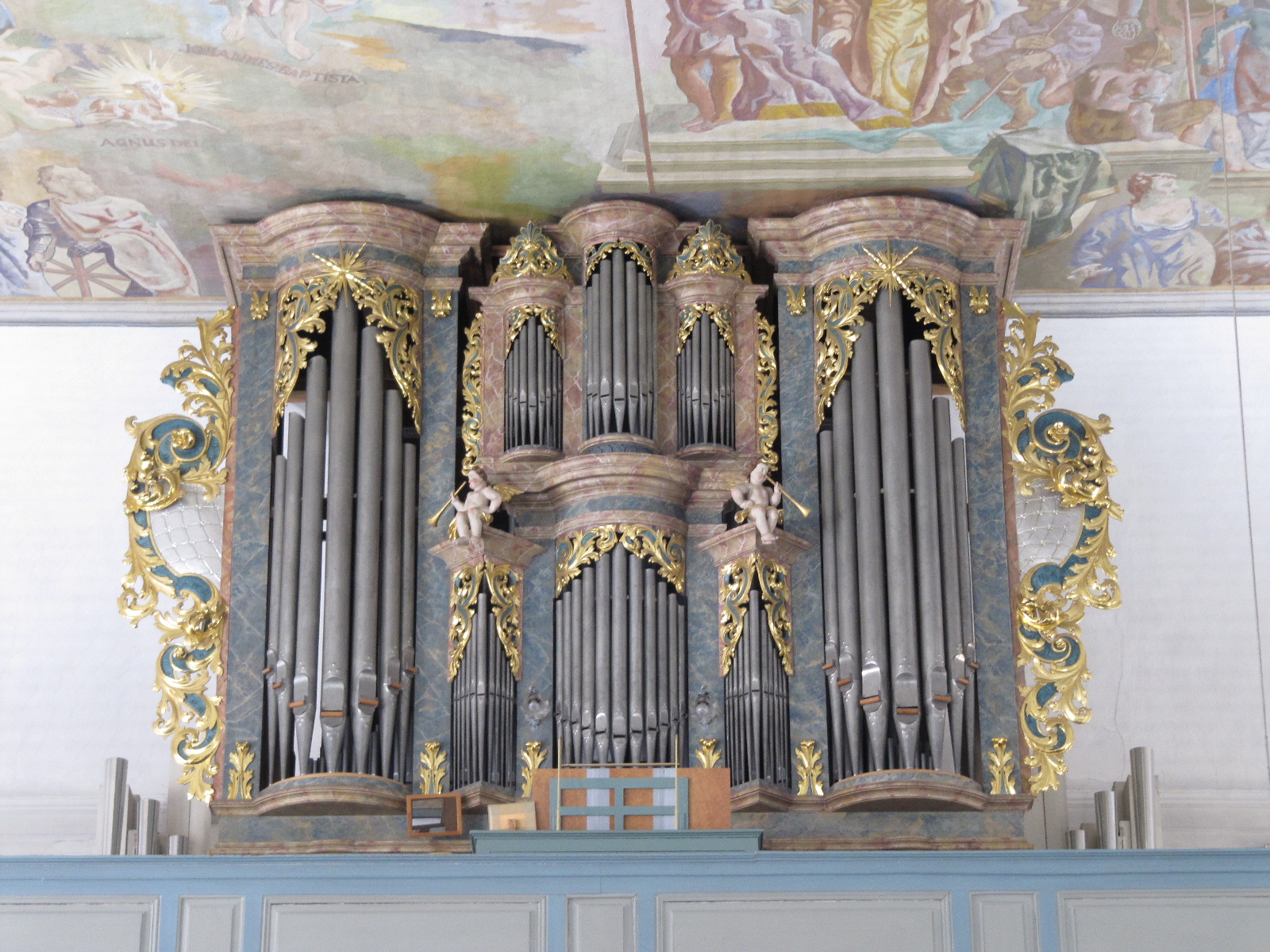
Orgel

Ein Besucher kann zahlreiche Merkmale des neuen Baustils in Mainbernheim entdecken:

### Außenansicht
Das Kirchenschiff ist ein rechteckiger Saalbau mit Walmdach. Die schlichte Fassade wird durch Lisenen gegliedert. Große, hohe Fenster lassen viel Licht in das Innere. Aus der Vorgängerkirche stammen das Relief über dem Seiteneingang und der Turmstumpf. Er wurde aufgestockt und trägt eine Welsche Haube mit Laterne.

### Innenraumgestaltung
Die Gleichwertigkeit der zwei Sakramente, Taufe und Abendmahl, mit dem Wort der Schrift werden in der Zuordnung von Taufstein, Altar und Kanzel vor Augen gestellt. Deshalb rückten diese räumlich nahe zusammen, bildeten jedoch noch keine Einheit, die Kanzelwand, zu der später auch die Orgel gehörte.
Da die Taufe der Anfang mit Gott ist, rückte man den Taufstein vom gewohnten Standort am Eingang in die Nähe des Altars. Er fand  seinen Platz im Hauptgang zwischen Altar und den ersten Kirchenbänken. Damit hatte die Gemeinde immer vor Augen, dass nur über die Taufe der Gläubige Zugang zum Altar hat.
Am Altar wird gebetet und das Abendmahl ausgeteilt als Zeichen der Gegenwart Gottes. Bei der Abendmahlsfeier begaben sich die Gemeindeglieder zunächst an die vom Betrachter gesehen linke Seite des Altars, empfingen dort das Brot, gingen dann hinten um den Altar herum, um auf der rechten Seite den Wein zu empfangen.
Aus den Darstellungen am Altar kann der Besucher das, was die Gläubigen im Ort beim Neugestalten bewegte, wie in einem Bilderbuch in drei übereinander liegenden Stationen lesen:
Der Altar wird durch ein Gemälde, welches das österliche Geschehen darstellt, beherrscht. Das Licht, welches den Erbauern in der Urkunde der Grundsteinlegung besonders wichtig war, beleuchtet sehr deutlich als ovaler heller Schein die Szene der Auferstehung und lässt den Betrachter das Geschehen unmittelbar miterleben. Es war wohl den Mainbernheimern besonders wichtig, nicht das Gericht Gottes, sondern den Sieg über den Tod und damit die Hoffnung in den Mittelpunkt zu stellen. Jesus schwebt geradezu aus dem Grab heraus. Triumphierend hebt er die rechte Hand zum Segen. In der linken Hand schwenkt er das „besiegte Kreuz“ mit Fahne. Sein Vermächtnis, das Abendmahl, ist erhöht rechts und links dargestellt. Das sind die Gaben am Tisch des Herrn: Ähren für Brot und Trauben für Wein. Der Altar wird gekrönt vom erhöhten Lamm wiederum mit Kreuz und Siegesfahne. Das Lamm mit der Siegesfahne ruht auf dem Buch mit den sieben Siegeln. Im 5. Kapitel der Offenbarung, die über den Tod hinausweist, wird diese Vision des Evangelisten Johannes berichtet: Das Lamm, Jesus, der für die Menschen starb, ist allein würdig, das Buch aus Gottes Hand zu nehmen, die Siegel zu brechen und das Buch aufzutun, das die Zukunft enthält.
Der ständige Hinweis auf das Bemühen um das Leben in der Ewigkeit und das drohende Weltgericht prägte bis zur Reformation das Leben der Menschen. Auch der Aufenthalt der Salzburger Exulanten, für deren Glauben sehr wichtig war, dass es hier keine bleibende Stadt gibt und sie das Himmlische Jerusalem suchen, hatte Auswirkung auf das Denken der örtlichen Bevölkerung. Die neue Auferstehungshoffnung verdrängte dies und rückte es auf die Seite. Das mag die Mainbernheimer auch bewogen haben, das „alte Altarbild“, zu ersetzen und ihm einen Platz über dem Zugang zur Sakristei zu geben. Die Darstellung zeigt „Die ewige Anbetung Gottes“ und das „Himmlische Jerusalem“ des Sehers Johannes und weist auf die Gemeinschaft mit Gott in der Ewigkeit.
Das Licht, welches den Chorraum erhellt, fällt durch drei Fenster. Diese Zahl erinnert an die Dreieinigkeit, auf welche in der Gründungsurkunde ausführlich eingegangen wird.
Die Kanzel sollte von allen Sitzplätzen aus gut zu sehen sein, denn die Predigt war nun ein bestimmendes Element. Hier wurde das Wort Gottes lebendig, Gott gab den Gläubigen Wegweisung, machte auf Fehler aufmerksam und heilte im Zuspruch.
Für alle Gemeindemitglieder mussten in der Kirche genügend Sitzplätze geschaffen werden, denn die Predigt dauerte oft eine Stunde oder länger. Hufeisenförmig umschließt die Empore wie ausgebreitete Arme die Gemeinde im Schiff. Im Gotteshaus entstand nur auf der Westseite eine doppelte Emporenanlage mit der Orgel. Auf der Empore wurde außerdem ein abgetrennter gepolsterter Herrensitz der Kanzel gegenüber geschaffen mit einem separaten Zugang über eine Wendeltreppe.
Der Gemeindegesang und die Kirchenmusik bildeten tragende Elemente des protestantischen Gottesdienstes. Die Orgel zeigte der Gemeinde, dass sie zusammengehört im gemeinsamen Klagen, Danken und Loben. Wie wichtig dies den Gläubigen war, lässt der in Unterfranken einmalige Aufbau des Musikinstruments erkennen. Hinter den barocken Orgelprospekt der Vorgängerorgel von Johann Christoph Wiegleb baute die Orgelbaufirma G. F. Steinmeyer & Co. im Jahr 1913 ein neues Orgelwerk.

### Baumeister
Unter der Aufsicht Carl Friedrichs von Zocha und der Mitwirkung Johann David Steingrubers wurde am 12. September 1732 nach dem Abriss der Vorgängerkirche der Grundstein für das heutige Gotteshaus gelegt, das ein Jahr später geweiht wurde. Auch der Turm wurde von den genannten Baumeistern aufgestockt.
Die Ähnlichkeit der Altäre von Mainbernheim und Mainstockheim führte zum Namen des Schreinermeisters Högemer aus Mainbernheim. Er wurde im Ratsprotokollbuch von Mainstockheim vom 10. November 1757 als Schöpfer von Kanzel und Altar genannt.
Der Betreuer des Stadtarchivs, Joachim Klatt, entdeckte die Rechnung aus dem Jahre 1747 und die Namen der Künstler. Georg Jakob Högemer, Bürger und Schreiner in Mainbernheim, schuf Kanzel und Altar. Beteiligt waren außerdem Bildhauer Hornung, Holzbildhauer und Designateur Paul Amadeus Biarew sowie Mahler Erdmann von Ansbach.
Der Altar ist geprägt von der Hochblüte des Rokoko. Sein Altarbild entstand im Stil der Zeit des Neubaus. Dafür spricht der Goldrand. Golden sind ebenso die Ornamente und die Abendmahlsgaben, Ähren und Trauben.

## Spätere Ausgestaltungen

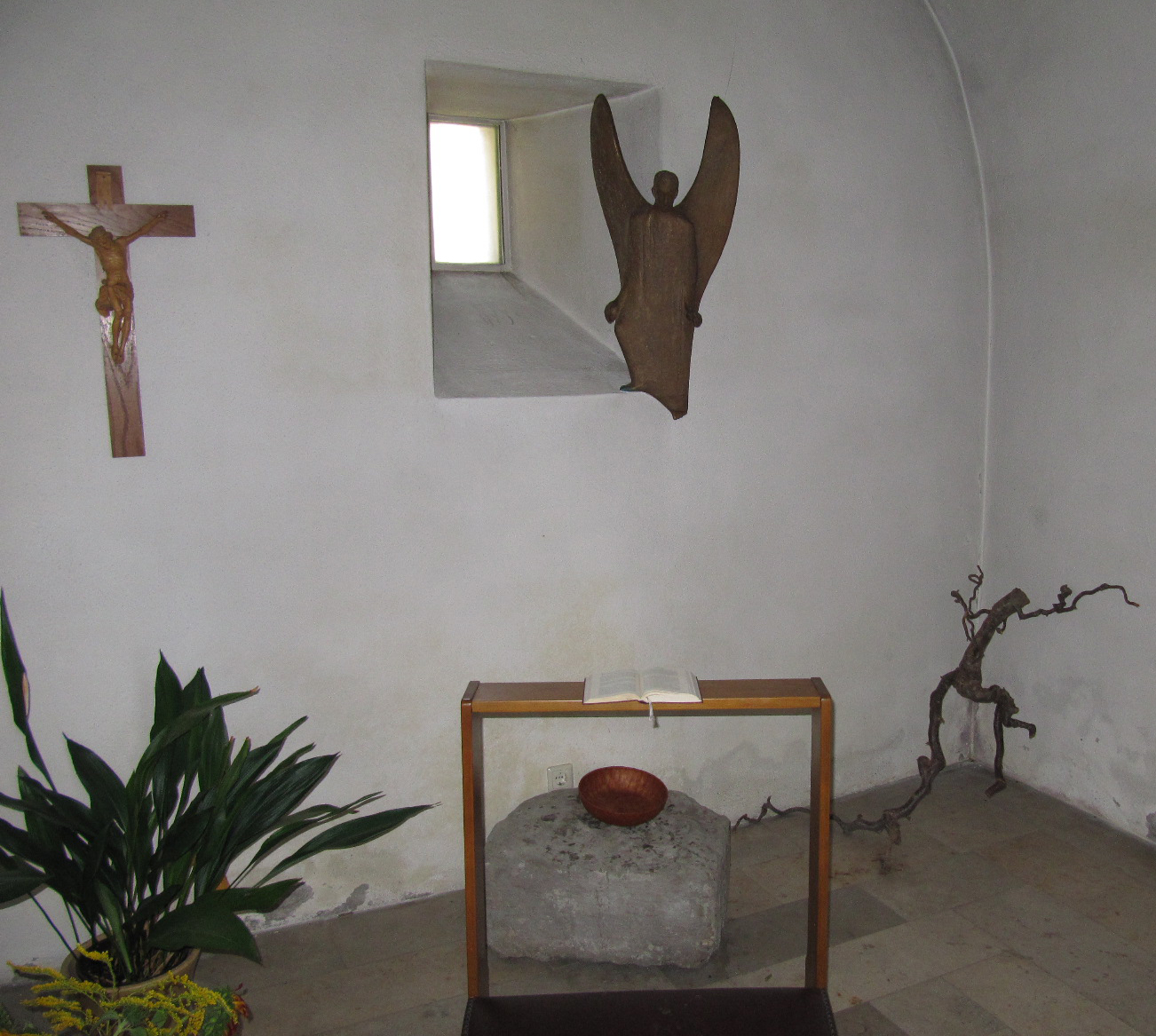
Andachtsraum in der ehemaligen Läutstube des Turms
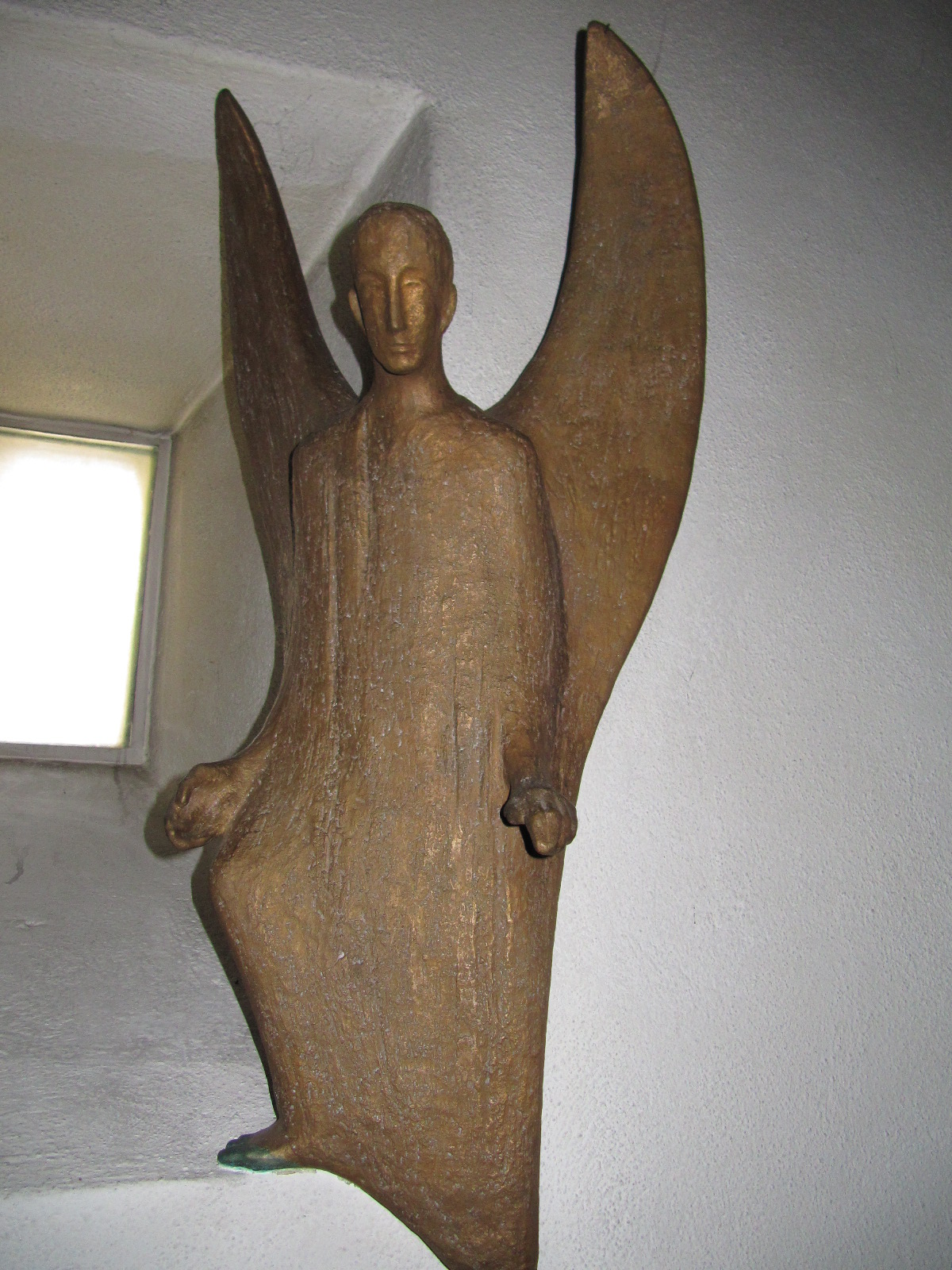
Engel im Andachtsraum

1936 stiftete Michael Ruß ein „Verkündigungsfenster“ neben der Kanzel. Von diesem Platz aus sprach der Prediger Johannes im Bild zu den Menschen und wies sie durch die Taufe Jesu am Jordan auf den Messias hin. Am 12. Juli des genannten Jahres wurden die Buntglasfenster aus der Münchner Hofglasmalerei Zettler nach einem Entwurf des Akademieprofessors Adolf Schinnerer geweiht. Heute befindet sich das Fenster im Altarraum, um im Chor eine bildliche Darstellungseinheit zu schaffen.
1948 belebte Kunstmaler Unger die Decke des Langhauses und des Chorraums mit Szenen aus dem Leben Johannes des Täufers, nach welchem die Kirche benannt wurde:
- Wegbereiter Johannes
- Todesurteil des Herodes
- Märtyrertod
- Heimkehr zu Gott

1993 spendeten die Goldenen Konfirmanden der Kirchengemeinde Bilder von Martin Luther und Philipp Melanchthon.
1994 fand an der Kirchweih die neue Skulptur von Johannes dem Täufer links neben dem Chorraum ihren Platz. Das Kunstwerk war von dem Ehepaar Alfred und Tilde Graßel, geb. Will, aus Anlass der Goldenen Konfirmation 1993 gestiftet worden. Hans-Joachim Seitfudem aus Bad Kohlgrub schuf die Figur aus Lindenholz, gestaltete sie und verzierte mit Blattgold.
1995/96 wurde im Untergeschoss des Turmes ein Andachtsraum geschaffen. Wie die Tafel am Zugang dokumentiert, waren beim Öffnen des 1732 zugemauerten Erdgeschosses am 1. Februar 1995 die Seilführungen der ehemaligen Läutstube von 1493 gut zu erkennen. Den Ausbau stiftete Architekt A. Konnerth aus Mainbernheim. Die Plastik schuf 1995 Irene Dilling aus Frickenhöchstadt im Steigerwald. Ihr „Engel der Jakobsleiter“ spendet dem Besucher Trost: „Ich bin mit dir, ich will dich behüten. … ich will dich nicht verlassen,… .“ (1. Mose 28)